# Karl Jauslin
Pour les articles homonymes, voir Jauslin.
Karl Jauslin (né le 21 mars 1842 à Muttenz dans le canton de Bâle-Campagne en Suisse et décédé le 12 octobre 1904, ibid.) est un artiste-peintre suisse. Peintre, dessinateur, illustrateur, aquarelliste, il est surtout connu pour sa peinture d'histoire dans laquelle il accentue les aspects mélo-dramatique et héroïque des combattants.